# Teófilo de Barros Filho
Teófilo de Barros Filho (? - 7 de julho de 1969) foi um radialista, roteirista e cineasta brasileiro.
Foi um dos roteiristas (em parceria com Giuseppe Artidoro Ghiaroni, autor da novela homônima de maior sucesso da Rádio Nacional) e o diretor do filme Mãe de 1948 e diretor da Rádio "Jornal do Comércio". Autor da obra "Fibra de herói" de 1942.[6] Hino composto para um programa de rádio e, depois de gravado, oficialmente adotado nas escolas públicas da Guanabara e outros estados da federação em arranjos para duas e três vozes. O hino é também executado por bandas de música, inclusive nas paradas militares.
Faleceu em julho de 1969.